# Collège Ponsard
Pour les articles homonymes, voir Ponsard.
Le collège François-Ponsard (ou collège Ponsard)  bâti en plein cœur de la ville historique de Vienne, fut créé comme collège des Jésuites au XVIIe siècle.  Il porte, dès 1914, le nom de François Ponsard (1814-1867), poète dramaturge, membre de l'Académie française, né à Vienne (Isère). Pendant les années 1960 il fut un lycée mais redevint collège après la construction du lycée de Saint-Romain-en-Gal.

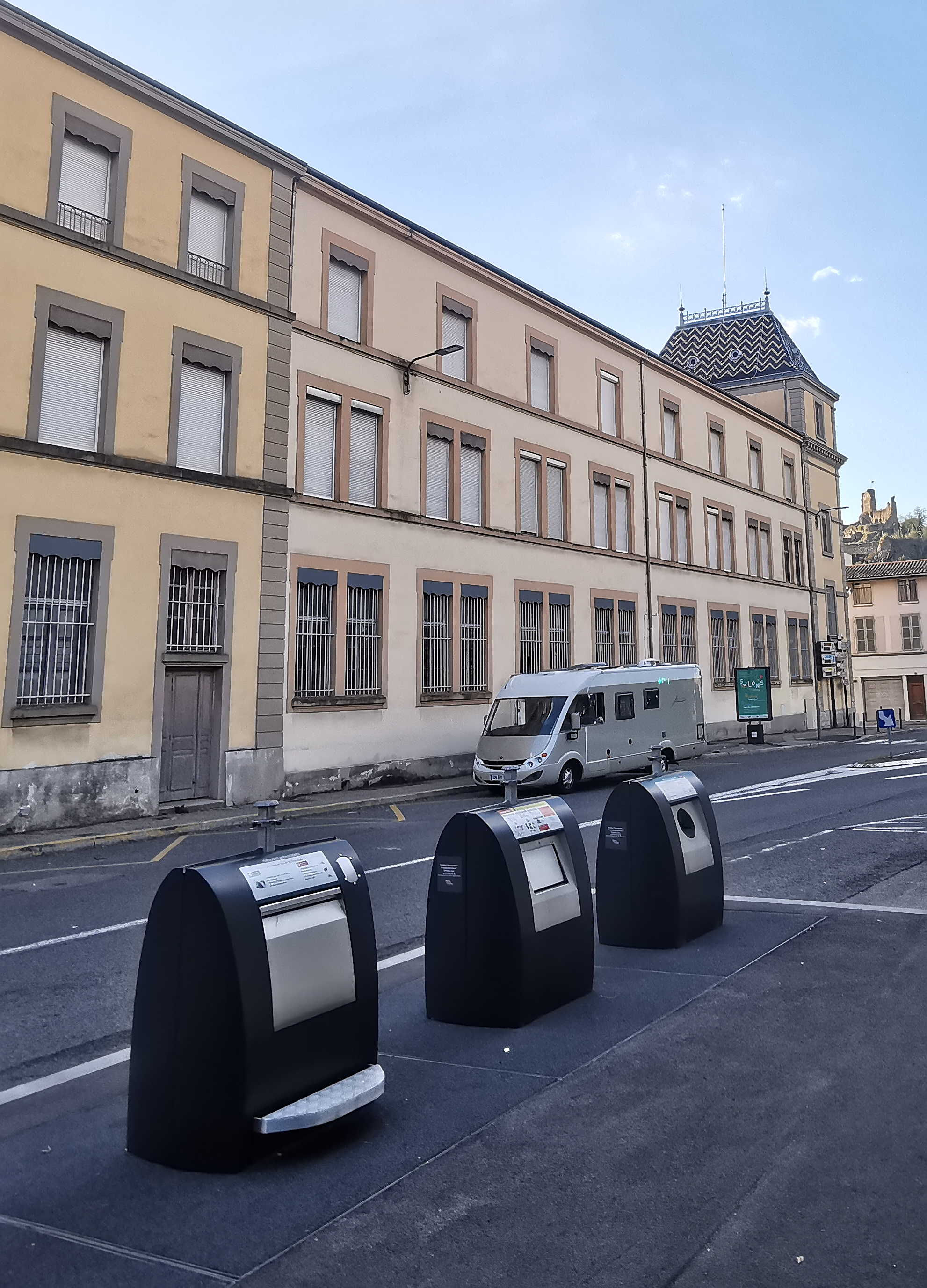
Façade est, Rue Schneider

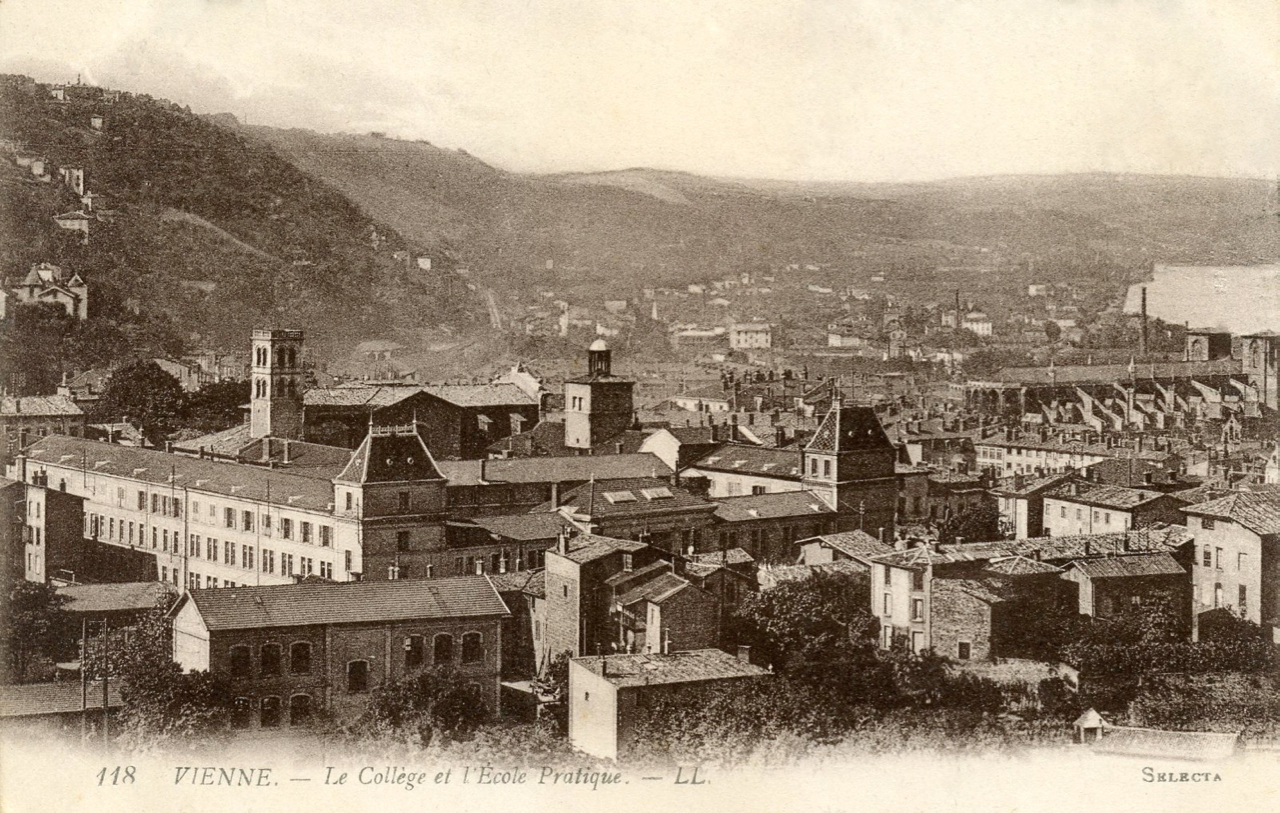
École Pratique de Commerce et d’Industrie, vue d'ensemble avant 1913

## Histoire
C’est en 1604, au terme de longues discussions avec les édiles viennois, qu’Henri IV signa les lettres patentes nécessaires à la construction d’un nouveau collège devenu indispensable. L’enseignement fut confié aux Jésuites dont la renommée pédagogique et architecturale ne cessait de croître en France et dans la région.  Dès 1605, le projet fut confié à Étienne Martellange, qui visita Vienne afin d'en délimiter le périmetre. Le premier plan de 1605, rédigé en italien, prévoit la chapelle (aujourd'hui l'église Saint André-en-Haut) au sud, même si le plan de 1625, rédigé en latin, la prévoit plutôt au nord. Finalement, ce fut construit au sud.   Le 20 juillet 1606 est posée la première pierre du Collège dont l’édification durera 16 ans, jusqu’en 1622, date de l’installation des Pères Jésuites.
Les Jésuites y restent jusqu'à leur expulsion en 1763.  Jusqu'à cette date, y régnait un enseignement dominé par le Latin, la Rhétorique et une discipline de fer.
Après les Jésuites, le Collège connaît beaucoup de vicissitudes, prenant de plein fouet le grand vent de l’histoire. Si Louis XV, en 1766, confirme son existence par de nouvelles lettres patentes, il ne sortira pas indemne de la Révolution car la municipalité vend ses biens aux enchères. Il deviendra pourtant "Institut National" en 1793 et comptera dans ses rangs des personnalités comme l’abbé Pessonneaux dont une tradition veut qu’il y ait composé le septième couplet de la Marseillaise, et surtout Pierre Schneyder, un professeur de dessin, passionné d’Antiques, qui créa en ses murs le premier musée de Vienne. Le XIXe siècle n’échappe pas à la règle. En 1808 et en 1838 notamment, le collège évite de peu la fermeture définitive. En 1886, commencent des travaux d’agrandissement (toute l’aile nord) et de rénovation. Le Collège de Vienne devient alors un établissement de référence, fréquenté par les élèves de toute la région. 

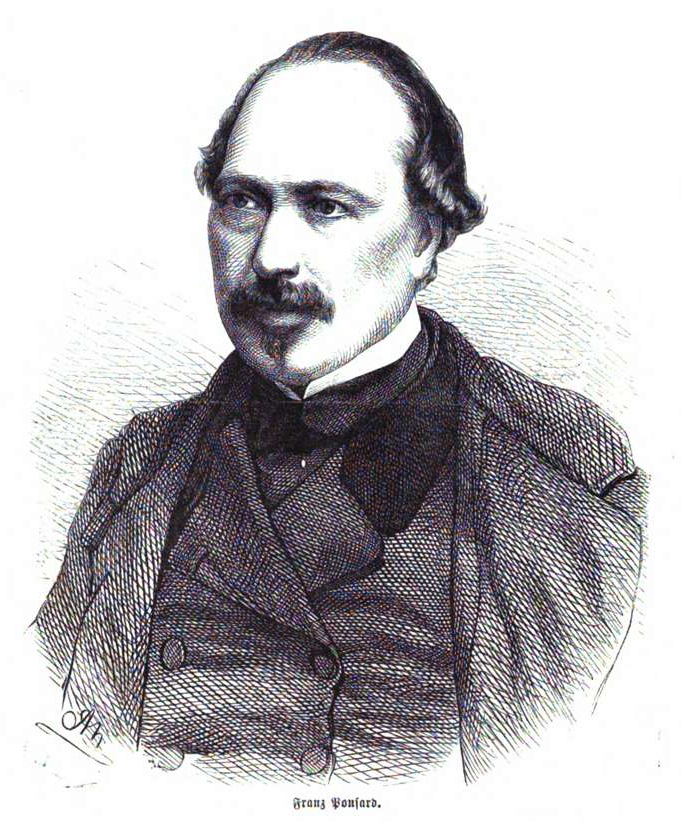
François Ponsard.

Le XXe siècle commence par un événement important : la création, dans les murs mêmes du vieux Collège, de l’École Pratique de Commerce et d’Industrie. Des générations d’élèves se partageront dès lors l’enseignement "Classique" du Collège Communal et "Pratique" de l’établissement voisin. C’est en 1914 que le Collège prend le nom de son plus illustre ancien élève : le poète et dramaturge François Ponsard (1814-1867). La guerre de 14-18 marque un coup d’arrêt et le Collège servira même pendant quelque temps d’hôpital militaire. 
Après la guerre, les effectifs ne cesseront de croître, passant de 200 élèves environ dans les années 1920 au double après la Seconde Guerre mondiale et à plus de mille au début des années 1960. "Lycée" en 1963 avec la réforme Fouchet, le vieil établissement redevient "Collège" en 1971 avec la création, devenue indispensable, d’un grand lycée à Saint-Romain-en-Gal. Depuis cette date, il accueille environ 800 élèves en moyenne et est un des collèges aux meilleurs résultats au brevet des collèges.

## Anciens

### Enseignants
- Adrien Ouvrier (1890-1947), artiste peintre français : à partir de 1924
- Bernard Raffalli (1941-2002), agrégé de lettres, de 1963 à 1966, ensuite directeur de l'Institut français de Cracovie puis critique littéraire et professeur de littérature française à la Sorbonne, lauréat de l'Académie française
- Marc Fumaroli (né en 1932) : de 1957 à 1958[4]

### Élèves
Par ordre chronologique des naissances :
- François Ponsard (1814-1867), poète et dramaturge.
- Élie Cartan (1869-1951), mathématicien et physicien français[5]
- Claude Grange (1883-1971), sculpteur français
- André Chambas, industriel et pilote automobile[6],(quatre participations au 24 heures du Mans);
- Claudius Brosse (1931-2011), haut fonctionnaire français (préfet de région)[7]